# NGC 2500
NGC 2500 (również PGC 22525 lub UGC 4165) – galaktyka spiralna z poprzeczką (SBcd), znajdująca się w gwiazdozbiorze Rysia. Odkrył ją William Herschel 9 marca 1788 roku. Znajduje się w odległości około 30 milionów lat świetlnych od Ziemi. W galaktyce tej zachodzą intensywne procesy gwiazdotwórcze, choć rozmieszczenie rejonów gwiazdotwórczych w obrębie galaktyki jest nierównomierne.